# Alipore
Alipore (en bengalí, আলিপুর ) es un barrio de la ciudad de Calcuta, en la India.
Es el barrio más rico de Calculta, donde viven la mayoría de los millonarios locales.
Según un estudio realizado por la firma inmobiliaria Jones Lang LaSalle en 2015, Alipore figura entre los 20 barrios con mayor demanda en toda la India.